# 長江村 (福島県)
長江村（ながえむら）は、福島県南会津郡にかつて存在した村である。

## 地理
現在の下郷町の北東部に位置する。
村は山がちな地形である
村内は阿賀川が流れる。

## 歴史
村名はかつて存在した長江荘に由来する。

### 村域の変遷
- 1889年（明治22年）4月1日 - 町村制施行により、弥五島村・大沢村・湯野上村・小沼崎村が合併し発足。
- 1928年（昭和3年）9月1日 - 二川村と合併し、江川村が発足。同日長江村廃止。

変遷表
| 1868年 以前 | 1868年 以前 | 明治8年  | 明治22年 4月1日 | 昭和3年 9月1日 | 昭和30年 4月1日 | 現在   |
| ----------- | ----------- | -------- | --------------- | -------------- | --------------- | ------ |
|             | 弥五島村    | 弥五島村 | 長江村          | 江川村         | 下郷町          | 下郷町 |
|             | 大沢村      |          | 長江村          | 江川村         | 下郷町          | 下郷町 |
|             | 湯原村      | 湯野上村 | 長江村          | 江川村         | 下郷町          | 下郷町 |
|             | 小野村      | 湯野上村 | 長江村          | 江川村         | 下郷町          | 下郷町 |
|             | 小出村      | 小沼崎村 | 長江村          | 江川村         | 下郷町          | 下郷町 |
|             | 沼尾村      | 小沼崎村 | 長江村          | 江川村         | 下郷町          | 下郷町 |

## 大字
- 弥五島（やごしま）
- 大沢（おおさわ）
- 湯野上（ゆのかみ）
- 小沼崎（おぬまざき）

## 人口・世帯

### 人口
総数 [単位： 人]
| 1889年（明治22年） | 1,207 |
| 1907年（明治40年） | 1,490 |
| 1920年（大正 9年） | 1,718 |

### 世帯
総数 [単位： 世帯]
| 1920年（大正 9年） | 278 |

## 交通

### 鉄道
- 日本国有鉄道（ → 東日本旅客鉄道 → 会津鉄道）
  - ■会津線
    - 湯野上駅